# Vogal arredondada
A noção de arredondamento das vogais em fonética refere-se ao formato dos lábios durante a articulação de uma vogal. Uma vogal arredondada é aquela em que os lábios formam uma abertura circular, como [o] e [u], enquanto uma vogal não arredondada é pronunciada com os lábios relaxados, como [i].
Vogais arredondadas ocorrem normalmente em posição posterior da língua, e as não arredondadas em posição anterior, mas esse fato não é uma regra. No bávaro, por exemplo, vogais anteriores ocorrem com arredondamento labial. Ademais, vogais posteriores sem arredondamento são encontradas em línguas como o japonês, em que houve um enfraquecimento da relação entre posição da língua e dos lábios, e línguas turcas como o tchuvache e o iacuto, em que as vogais arredondadas ou não são contrastantes independentemente dentro da classe das vogais posteriores.
Algumas línguas como o francês e o alemão, distinguem, para um mesmo grau de abertura, as duas pronunciações, arredondada e não arredondada, de vogais anteriores, enquanto que o vietnamita distingue as versões arredondada e não arredondada de vogais posteriores de igual abertura.[carece de fontes?]
No diagrama de vogais do Alfabeto Fonético Internacional, as vogais arredondadas são aquelas que aparecem à direita de cada par de vogais. Os diacríticos ɔ̹  e ɔ̜  respectivamente, são também utilizados para indicar um grau mais ou menos intenso de arredondamento.[carece de fontes?]

## Tipos de arredondamento
Existem duas formas de posicionar os lábios durante o arredondamento, a interna e a externa. O arredondamento interno (também chamado de labial-horizontal e protusão labial) ocorre quando os lábios são projetados para frente, como em um "biquinho", formando um canal com sua superfície interna, isto é, endolabial. Exemplos desse são as vogais posteriores [o] e [u]. O externo (também chamado de labial-vertical e compressão labial), por sua vez, ocorre quando os lábios são comprimidos verticalmente, formando um canal com sua superfície externa, isto é, exolabial. Exemplos incluem a vogal [y].